# Annabeth Gish
Annabeth Gish, nome artístico de Anne Elizabeth Gish, (Albuquerque, Novo México, 13 de março de 1971) é uma atriz estadunidense. Annabeth é mais conhecida pelo papel desenvolvido na série Arquivo X, a Agente Especial Monica Reyes; mas também atuou em Mystic Pizza, Pretty Little Liars como a Dra. Sullivan e Once Upon a Time, como Anita, a mãe da Chapéuzinho Vermelho.
Apesar de Gish ser o seu sobrenome de nascimento, e de ter tido uma avó de nome Lillian, Anabeth não possui parentesco com a lendária atriz Lillian Gish.